# Shiseido
Shiseido Company, Limited (株式会社資生堂) er en japansk multinational kosmetikvirksomhed. Den blev etableret i Tokyo i 1872. Produkterne omfatter hudpleje, makeup, kropspleje, hårpleje og dufte.